# بخش مرکزی شهرستان محمودآباد
بخش مرکزی شهرستان محمودآباد یکی از بخش‌های شهرستان محمودآباد در استان مازندران در شمال ایران است.

## تقسیمات کشوری
- بخش مرکزی شهرستان محمودآباد
  - دهستان اهلمرستاق جنوبی
  - دهستان اهلمرستاق شمالی
  - دهستان هرازپی غربی

شهر: محمودآباد

## جمعیت
بنابر سرشماری مرکز آمار ایران، جمعیت بخش مرکزی شهرستان محمودآباد در سال ۱۳۸۵ برابر با ۵۹۶۴۸ نفر بوده‌است.